# ボヨ・ブエビッチ
ボヨ・ブエビッチ（Vojo Vujević 1955年3月2日- ）は旧ユーゴスラビアの柔道選手。クロアチア出身。階級は71kg級。身長174cm。段位は7段。

## 人物
1978年の世界学生71kg級で2位になった。1979年の地中海競技大会では優勝を飾った。1980年のモスクワオリンピックでは初戦で敗れた。1981年の世界選手権では銅メダルを獲得した。1983年の世界選手権では7位に終わった。1984年のロサンゼルスオリンピックでは初戦で敗れた。

## 主な戦績
- 1978年 - 世界学生　2位
- 1979年 - 地中海競技大会　優勝
- 1981年 - 世界選手権　3位
- 1983年 - ヨーロッパ選手権　5位
- 1983年 - 地中海競技大会　3位
- 1983年 - 世界選手権　7位